# Кейдар
Кейда́р (перс. قیدار‎, азерб. Qeydar) — город на северо-западе Ирана, в провинции  Зенджан. Административный центр шахрестана  Ходабенде. Четвёртый по численности населения город провинции.
Название города возводят к имени Кидара — сына Исмаила («Гейдар пейгембер» в переводе означает «Кидар пророк»). В городе есть его могила.

## География
Город находится в южной части Зенджана, в горной местности, на высоте 1997 метров над уровнем моря.
Кейдар расположен на расстоянии приблизительно 60 километров к югу от Зенджана, административного центра провинции и на расстоянии 245 километров к западу-северо-западу (WNW) от Тегерана, столицы страны.

## Население
На 2006 год население составляло 25 525 человек; в национальном составе преобладают азербайджанцы, в конфессиональном — мусульмане-шииты.